# 한국공공정책학회
한국공공정책학회(韓國公共政策學會, Korea Association Of Public Policy)는 대한민국의 학술 단체이다. 공공정책에 관련된 다양한 학술회의를 개최하고, 대한민국의 국내·외적 관심사를 논의하며, 매년 2회 학술지를 발간한다. 현재 12대 송하성(경기대교수)학회장을 필두로 430명의 회원이 가입되어 있으며, 교수, 정치인, 기업인, 일반시민에게까지 개방된 학술모임이다.
1989년 9월 15일 사단법인 한국민주문화연구소로 설립 이후 1991년 12월 15일 한국공공정책학회로 변경하여 현재까지 이어져오고 있다.